# Máximo Perrone
Máximo Perrone, född 7 januari 2003 i Buenos Aires, Argentina, är en argentinsk fotbollsspelare som spelar för Como, på lån från Manchester City.